# Bocula lutosa
Bocula lutosa är en fjärilsart som beskrevs av Swinhoe 1890. Bocula lutosa ingår i släktet Bocula och familjen nattflyn. Inga underarter finns listade i Catalogue of Life.